# Comuna Petrijevci, Osijek-Baranja
Petrijevci este o comună în cantonul Osijek-Baranja, Croația, având o populație de 2.870 de locuitori (2011).

## Demografie
Componența etnică a comunei Petrijevci
     Croați (97,39%)
     Necunoscut (0,17%)
     Neclasificat (2,26%)
Componența confesională a comunei Petrijevci
     Catolici (95,75%)
     Ortodocși (1,22%)
     Fără religie și atei (1,18%)
     Necunoscută (0,66%)
     Alte religii (1,18%)
Conform recensământului din 2011, comuna Petrijevci avea 2.870 de locuitori. Din punct de vedere etnic, majoritatea locuitorilor (97,39%) erau croați. Apartenența etnică nu este cunoscută în cazul a 0,17% din locuitori. Din punct de vedere confesional, majoritatea locuitorilor (95,75%) erau catolici, existând și minorități de ortodocși (1,22%) și persoane fără religie și atei (1,18%). Pentru 0,66% din locuitori nu este cunoscută apartenența confesională.